# Комароми, Тибор
Тибор Комароми (венг. Komáromi Tibor, р.15 августа 1964) — венгерский борец греко-римского стиля, чемпион мира и Европы, призёр Олимпийских игр.

## Биография
Родился в 1964 году в Будапеште. В 1984 году занял 7-е место на чемпионате Европы. В 1985 году на чемпионате Европы завоевал серебряную медаль. В 1986 году стал чемпионом мира и чемпионом Европы. В 1987 году стал чемпионом мира и бронзовым призёром чемпионата Европы. В 1988 году стал серебряным призёром чемпионата Европы, а также принял участие в Олимпийских играх в Сеуле, где тоже стал обладателем серебряной медали. В 1989 году вновь стал чемпионом мира, но на чемпионате Европы был лишь 4-м. В 1990 году стал бронзовым призёром чемпионата Европы. В 1991 году вновь стал бронзовым призёром чемпионата Европы, но на чемпионате мира занял лишь 12-е место. В 1992 году опять стал бронзовым призёром чемпионата Европы, а также принял участие в Олимпийских играх в Барселоне, но там наград не завоевал. В 1994 году занял 10-е место на чемпионате Европы, и 16-е — на чемпионате мира.